# Drozjbitka
Drozjbitka (ryska: Дрожбитка) är ett vattendrag i Belarus.   Det ligger i voblasten Vitsebsks voblast, i den norra delen av landet, 210 km nordost om huvudstaden Minsk.
I omgivningarna runt Drozjbitka växer i huvudsak blandskog. Runt Drozjbitka är det ganska tätbefolkat, med 72 invånare per kvadratkilometer.